# 爨琛
爨琛（？—？），又作爨深，晉朝官员，建寧郡（治今雲南省曲靖市）同乐县（今陆良县）叟人。

## 生平
自称楚国令尹子文之后，受姓班氏。西汉末年食邑于爨，改为爨氏。世为镇蛮校尉。晋怀帝永嘉年間為興古郡太守。成漢李雄在太寧元年（323年）南侵寧州，爨琛與姚岳奉刺史王遜之命，阻擊於堂狼。李雄於咸和七年（332年）派李壽再侵，军至朱提郡（今云南昭通市），太守董炳固守郡城。宁州刺史尹奉命他与建宁太守霍彪率军相助黄炳，抵御李寿进攻。咸和八年（333年）春，爨琛和董炳、尹奉、霍彪等归降成漢，牂牁郡太守谢恕坚守不降。咸和九年（334年）三月，李雄分宁州置交州（今滇、黔、桂及越南界），任爨琛为交州刺史。咸康五年（339年）趁霍彪與孟彥內鬥之際擊敗二氏，並將彪缚送東晉，歸附東晉後，爨氏始獨霸寧州（今雲南省）。今貴州省地區歸谢恕家族。